# 北米日産
北米日産会社 (Nissan North America Inc.: NNA) は、アメリカ合衆国において日産自動車の車両の製造および販売を行う企業である。市場では「Nissan USA」として事業を展開している。また、アメリカのほかカナダ、メキシコの事業統括も行っている。

## 沿革
日産自動車は1958年にアメリカに進出し、1960年にNissan Motor Corporation, U.S.A. (NMC) を設立してダットサンブランドで自動車の輸入・製造を開始した。その後1990年にアメリカ国内における製造・販売を含む事業の強化を行うため、北米日産会社が設立され、1998年にNMCを合併した。
2003年5月にはキャントン工場の操業が開始された。
北米では、日産ディーラー約1,082店舗、インフィニティディーラー約211店舗（カナダ国内約187店舗、インフィニティ販売店38店舗、商用車販売店45店舗を含む）を通じて、日産ブランド車、SUV、ピックアップトラックを製造・販売している。2005年、本社をカリフォルニア州ガーデナからテネシー州に移転した。

## 拠点
以下は、2023年11月30日現在の拠点である。

### 統括会社
- 北米日産会社（本社）

地域会社
- メキシコ日産自動車会社

### 研究開発
- 日産テクニカルセンター・ノースアメリカ
  - アリゾナ・テスト・センター
- 日産テクニカルセンター・メキシコ
- 日産先進技術開発センター・シリコンバレー

### デザイン
- 日産デザインアメリカ

### 販売金融
- 米国日産販売金融会社
- カナダ日産自動車会社
- エヌアールファイナンスメキシコ

### 生産拠点・生産品目

#### スマーナ工場
- フロンティア（生産終了）
  - スズキ・イクエーター（生産終了）
- エクステラ（生産終了）
- アルティマ（現在はキャントン工場に移管）
- マキシマ（A34型以降）
- パスファインダー（R51型）
- インフィニティ・QX60
- セントラ（B11-B14型、現在はメキシコ日産自動車会社アグアスカリエンテス工場に移管）
- ローグ（T32型以降）
- ハードボディ（生産終了）
- ダットサントラック（720型、生産終了）
- リーフ
- ムラーノ

#### キャントン工場
- クエスト（V42型、現在のE52型は日産車体九州に移管）
- アルマーダ（生産終了）
- タイタン
- アルティマ（L31型以降）
- インフィニティ・QX80（旧：QX。現在は日産車体九州に移管）
- セントラ（B17型）（生産終了）
- ムラーノ（Z52型以降、現在はスマーナ工場に移管）
- フロンティア

#### デカード工場
エンジン、トランスミッションを製造。

#### クエルナバカ
- NP300/NP300ナバラ
- ルノー・アラスカン

#### アグアスカリエンテス第1工場
- マーチ
- ヴァ―サ
- キックス
- Vドライブ

#### アグアスカリエンテスパワートレイン工場
エンジンを製造。

#### アグアスカリエンテス第2工場
- セントラ

## 上記に加えて日本からの輸入車
現行車
- GT-R
- 370Z
- アルマーダ（Y62型）

販売終了
- マキシマ（910U～U11まで日本ではブルーバードマキシマとして販売されていた）
- 240Z～280Z（S30型からS130型まではダットサンブランドであったが、日産投入後はPRODUCTED BY NISSANの文字があった）
- 300ZX（海外日産ブランドが本格化した最初のモデル）
- ジューク（F15）